# Костадин Андреев
Костадин Андреев е български оперен певец, тенор.
Роден е в Стара Загора през 1968 г. Завършва училището за сценични кадри в Пловдив. През този период се запалва по оперното изкуство и започва да взима уроци при Соня Хамерлинк. Започва работа като помощник-режисьор в Старозагорската опера, но продължава да ходи на уроци при музикалната си педагожка. Приет е в Българската държавна консерватория, в класа на Реса Колева. Като студент дебютира на сцената на Бургаската опера като Рудолф от Бохеми (1992). Завършва Консерваторията през 1994 година.
Започва да пее на сцените на Софийската, Русенската и Бургаската опера. През 1996 г., след участие на Пучиниевия фестивал в Италия, получава няколко ангажимента. На сцената на Торе дел Лаго пее в „Турандот“ редом с Гена Димитрова, Катя Ричарели, Паата Бурсуладзе. В операта в Торино е поканен в „Борис Годунов“ като Самозванеца и в „Тоска“ като Каварадоси. Със спектакъла на Софийската опера „Еврейката“ от Халеви гостува в Швейцария и Германия. Поканен е на прослушване във Виенската Щатсопер и е ангажиран. Дебютира на 12 септември 1998 г. като Каварадоси в „Тоска“, партньор му е Ренато Брузон. На 15 и 19 септември е в ролята на Йоан Кръстител от „Иродиада“, с Агнес Балца.
Следват представления в България и гастроли в много страни. Някои от ролите му са Отело от едноименната опера на Верди, Енцо от „Джокондата“ на Понкиели, Дон Карлос от Вердиевата опера; пее в „Селска чест“, „Аида“, „Сицилиански вечерни“, „Травиата“, „Бал с маски“, „Стифелио“, „Луиза Милер“, „Реквием“ (Верди); „Мадам Бътерфлай“, „Манон Леско“, „Бохеми“ (Пучини);  „Кармен“ (Бизе), „Селска чест“ (Маскани), „Палячи“ (Леонкавало), „Гуарани“ (А. К. Гомес) и други. Работи под диригентството на Пламен Карталов, Антонио Гуаданьо, Серджо Озава, Никши Барец, Валерий Гергиев и други, като си партнира с Анна Томова-Синтова, Райна Кабаиванска, Лео Нучи, Феручо Фурдането и много други.